# Patria Nueva Sociedad
Patria Nueva Sociedad (PNS) fue un grupúsculo neonazi chileno, fundado en 1999 y disuelto en 2010, y dirigido durante toda su historia por Alexis López Tapia.

## Historia

Bandera de Patria Nueva Sociedad.

La agrupación fue fundada el 1 de mayo de 1999 mediante un acto en el Club Alemán de Puerto Montt, y posteriormente en el Hotel Panamericano en Santiago se organizó otro evento con la presencia del ex PNSO Jorge Vargas Díaz el día 8 del mismo mes. Lograron notoriedad al convocar infructuosamente al "Encuentro Ideológico Internacional de Nacionalidad y Socialismo" en el año 2000.
El grupo intentó a través del Internet mantener toda sus maniobras de propaganda, alejándose de las tradiciones revistas o folletos para centrarse en realizar sus actividades en la web y fomentar el ciberactivismo. Algo que fue criticado por el antropólogo Rodrigo Araya, quien concidero esta táctica como ineficaz en la política real.
El movimiento mantuvo la Escuela de Formación Política de Líderes Juveniles Socialistas Nacionales que se convertiría en su principal organización para obtener jóvenes miembros y se quería "formar jóvenes líderes". En sus clases se dictaban ecofilosofía, filosofía, antropología y excursionismo. Entre los expositores se encontraban militantes del Partido Socialista y Partido Radical junto con anarquistas. También con exmilitantes del Partido Nacional y oficiales en retiro.
Durante toda su historia intentó sin éxito constituirse legalmente como partido político. En 2002 presentaron un recurso de protección en contra de Joaquín Lavín, entonces alcalde de Santiago, por prohibirles juntar firmas en la Plaza de Armas. Militantes del movimiento se presentaron como independientes en las elecciones municipales de 2004, sin lograr ser elegidos en ningún cargo.
En 2010 un grupo de senadores y diputados del Congreso Nacional recurrieron ante el Tribunal Constitucional para solicitar la declaración de inconstitucionalidad del Movimiento Patria Nueva Sociedad por contravenir las disposiciones de la Constitución de 1980, y pretender imponer un Estado Totalitario en Chile. Tras revisar el caso, el Tribunal Constitucional y un informe de la Agencia Nacional de Inteligencia establecieron que el movimiento no era una amenaza seria para la sociedad, teniendo en consideración su escaso poder de convocatoria y baja militancia interna. Ese mismo año, el movimiento se disolvió.

## Ideología
Formalmente el movimiento se declaraba en contra del racismo, y contrario a las violaciones a los derechos humanos, aunque su ideología era notoriamente nacionalsocialista. Se autodefinía como "Socialista nacional", ecologista, y tercerposicionista.
Miguel Serrano Fernández, escritor y máximo exponente del nazismo esotérico, criticó al movimiento y declaró que en él no había "ningún nacionalsocialista auténtico".

## Relaciones internacionales
PNS mantuvo relaciones con diversos grupos afines de Sudamérica. En el año 2000 Alexis López Tapia, en su calidad de presidente del movimiento, se reunió con el político argentino Alejandro Biondini y el Partido Nuevo Triunfo.
El grupo se negó a apoyar las sanciones estadounidense a Cuba al considerarlas como un doble estándar por parte de los norteamericanos por sus crímenes en los demás países. También condenaron la Invasión de Irak de 2003, presentando incluso una propuesta de paz a la Cancillería de Chile.